# 葡萄酒谷村鄉
47°43′04″N 23°11′16″E / 47.7178°N 23.1878°E
葡萄酒谷村鄉（羅馬尼亞語：Comuna Valea Vinului, Satu Mare），是羅馬尼亞的鄉份，位於該國西北部，由薩圖馬雷縣負責管轄，面積88平方公里，海拔高度140米，2007年人口1,989，人口密度每平方公里23人。